# Velika nagrada Belgije 1988
Velika nagrada Belgije 1988 je bila enajsta dirka Svetovnega prvenstva Formule 1 v sezoni 1988. Odvijala se je 28. avgusta 1988 na dirkališču Circuit de Spa-Francorchamps v Francorchampsu. Zmagal je Ayrton Senna, drugo mesto je osvojil Alain Prost, tretje pa Ivan Capelli. Senna je osvojil najboljši štartni položaj, Gerhard Berger pa je postavil najhitrejši krog dirke. 

## Poročilo

### Pred dirko
To je bila prva dirka po smrtni Enza Ferrarija, ene najznamenitejših osebnosti v Formuli 1. Nigel Mansell je moral zaradi noric izpustiti dirko, zamenjal ga je rojak Martin Brundle. 

### Kvalifikacije
McLaren je ponovno prevladoval, najboljši štartni položaj je ponovno osvojil Ayrton Senna, drugega Alain Prost, v drugo vrsto pa sta se uvrstila oba Ferrarija, Gerhard Berger in Michele Alboreto. Do desetega mesta so se zvrstili še Riccardo Patrese, Thierry Boutsen, Alessandro Nannini, Satoru Nakajima, Nelson Piquet in Derek Warwick.

### Dirka
Na štartu je vodstvo prevzel Alain Prost, Ayrton Senna pa mu je sledil. Ovinek Eau Rouge je Senna odpeljal hitreje od Prosta, zato je lahko izkoristil zavrtje na ravnini Kemmel  in ob zaviranju pred ovinkom Les Combes je prevzel vodstvo. Gerhard Berger s Ferrarijem na tretjem mestu je že začel ogrožati Prosta, toda v tretjem krogu je moral na nepredviden postanek v bokse zaradi težav z električnim sistemom. V desetem krogu je nato postavil najhitrejši krog dirke, toda že v dvanajstem krogu je Berger odstopil. Michele Alboreto se je s tem prebil na tretje mesto, Thierry Boutsen je bil četrti, za njima pa je potekala bitka v katero so bili udeleženi Alessandro Nannini, Satoru Nakajima, Nelson Piquet, Derek Warwick in Eddie Cheever. Piquet je prehitel moštvenega kolego Nakajimo, ki pa je moral zaradi požara na dirkalniku ob postankih v boksih v sedemnajstem krogu odstopiti. Medtem se je Ivan Capelli z nekaj dobrimi prehitevanji povzpel z devetega na šesto mesto.
V šestintridesetem krogu je tretjeuvrščenemu Alboretu razneslo motor, dva kroga kasneje pa je Nannini  uspel prehiteti Piqueta z dobrim manevrom v ovinku Source. Brazilec je v poskusu, da bi uravnotežil zavore, preveč obrabil svoje pnevmatike, zaradi česar ga je odneslo s proge in pri tem je zamašil zračnike, kar je povzročilo pregrevanje motorja. V dvainštiridesetem krogu je Piqueta prehitel še Capelli. McLaren se je z dvojno zmago že zagotovil konstruktorski naslov prvaka, dirkača Benettona Boutsen in Nannini sta bila tretji oziroma četrti, točke pa sva osvojila še Ivan Capelli in Nelson Piquet.

### Po dirki
Po dirki sta bila zaradi uporabe nelegalnega goriva diskvalificirana oba dirkača Benettona, Boutsen in Nannini, s tretjega in četrtega mesta. Tako je tretje mesto osvojil Ivan Capelli, četrto Nelson Piquet, do točk pa sta prišla še oba dirkača Arrowsa, Derek Warwick in Eddie Cheever. 

## Dirka
| Poz | Št | Dirkač             | Konstruktor     | Krogi | Čas/Odstop       | Št. m. | Toč |
| --- | -- | ------------------ | --------------- | ----- | ---------------- | ------ | --- |
| 1   | 12 | Ayrton Senna       | McLaren-Honda   | 43    | 1:28:00,549      | 1      | 9   |
| 2   | 11 | Alain Prost        | McLaren-Honda   | 43    | + 30,470         | 2      | 6   |
| 3   | 16 | Ivan Capelli       | March-Judd      | 43    | + 1:15,768       | 14     | 4   |
| 4   | 1  | Nelson Piquet      | Lotus-Honda     | 43    | + 1:23,628       | 9      | 3   |
| 5   | 17 | Derek Warwick      | Arrows-Megatron | 43    | + 1:25,355       | 10     | 2   |
| 6   | 18 | Eddie Cheever      | Arrows-Megatron | 42    | +1 krog          | 11     | 1   |
| 7   | 5  | Martin Brundle     | Williams-Judd   | 42    | +1 krog          | 12     |     |
| 8   | 36 | Alex Caffi         | Dallara-Ford    | 42    | +1 krog          | 15     |     |
| 9   | 30 | Philippe Alliot    | Larrousse-Ford  | 42    | +1 krog          | 16     |     |
| 10  | 14 | Philippe Streiff   | AGS-Ford        | 42    | +1 krog          | 18     |     |
| 11  | 26 | Stefan Johansson   | Ligier-Judd     | 39    | Motor            | 20     |     |
| 12  | 3  | Jonathan Palmer    | Tyrrell-Ford    | 39    | Pedal za plin    | 21     |     |
| 13  | 10 | Bernd Schneider    | Zakspeed        | 38    | Menjalnik        | 25     |     |
| DSQ | 20 | Thierry Boutsen    | Benetton-Ford   | 43    | Diskvalifikacija | 6      |     |
| DSQ | 19 | Alessandro Nannini | Benetton-Ford   | 43    | Diskvalifikacija | 7      |     |
| Ods | 31 | Gabriele Tarquini  | Coloni-Ford     | 36    | Krmil. sistem    | 22     |     |
| Ods | 27 | Michele Alboreto   | Ferrari         | 35    | Motor            | 4      |     |
| Ods | 6  | Riccardo Patrese   | Williams-Judd   | 30    | Motor            | 5      |     |
| Ods | 15 | Mauricio Gugelmin  | March-Judd      | 29    | Zavrten          | 13     |     |
| Ods | 9  | Piercarlo Ghinzani | Zakspeed        | 25    | Puščanje olja    | 24     |     |
| Ods | 2  | Satoru Nakadžima   | Lotus-Honda     | 22    | Motor            | 8      |     |
| Ods | 21 | Nicola Larini      | Osella          | 14    | Gorivo           | 26     |     |
| Ods | 28 | Gerhard Berger     | Ferrari         | 11    | Motor            | 3      |     |
| Ods | 29 | Yannick Dalmas     | Larrousse-Ford  | 9     | Motor            | 23     |     |
| Ods | 22 | Andrea de Cesaris  | Rial-Ford       | 2     | Trčenje          | 19     |     |
| Ods | 25 | René Arnoux        | Ligier-Judd     | 2     | Trčenje          | 17     |     |
| DNQ | 24 | Luis Perez-Sala    | Minardi-Ford    |       |                  |        |     |
| DNQ | 23 | Pierluigi Martini  | Minardi-Ford    |       |                  |        |     |
| DNQ | 33 | Stefano Modena     | Euro Brun-Ford  |       |                  |        |     |
| DNQ | 4  | Julian Bailey      | Tyrrell-Ford    |       |                  |        |     |